# Hadenfeld
Hadenfeld er en by og kommune i det nordlige Tyskland, beliggende i Amt Schenefeld i den nordvestlige del af Kreis Steinburg. Kreis Steinburg ligger i den sydvestlige del af delstaten Slesvig-Holsten.

## Geografi
Hadenfeld ligger ved Bundesstraße B430 sydvest for Schenefeld. Vandløbene Mühlenau, Steenfurthsbach og Agethorster Au løber gennem kommunen.